# ピンキーネット
ピンキーネット（Pinky Net）は、日本の芸能プロダクション。

## 概要
1995年（平成7年）に設立された芸能事務所で、当初はごく普通のモデル事務所だったが2006年頃（平成18年）からジュニアアイドルを中心とした芸能事務所になる。ジュニアアイドルとしてはかなり過激な内容のイメージビデオを発売していることが話題になり、藤咲由姫などが人気を博す。所属タレントはほぼ全員が「藤」から始まる姓を芸名にしており、マスコミ等では「藤軍団」と称され、事務所そのものも注目を集めるようになる。
しかし、児童ポルノ法の強化を受けてジュニアアイドル路線から撤退し、よりハードな着エロ路線へ方針を転換する。この決定は看板アイドルであった前述の藤咲を始めとする所属タレントの大量離脱を招き、一時は事務所の存続が危ぶまれたが、藤浦めぐが着エロで大ブレイクし、藤木あやか・藤間ゆかりもそれに続くなど結果的に方針転換は成功を収め、以前より売り上げを伸ばすこととなった。
所属タレントの出入りが非常に激しく、ごく短期間しか在籍しなかったタレント（公式ホームページにプロフィールが掲載されただけで実質的には何の活動もしなかったタレントも多数いる）や離脱・復帰を繰り返すタレントが多いのも特徴である。これは、前述の方針転換による大量離脱事件の影響もあり、所属タレントでは無いにもかかわらず模倣して勝手に「藤」から始まる姓を芸名につけたタレントも存在する。
2009年（平成21年）2月17日、わいせつな水着姿などのDVDを製作したとして児童買春・ポルノ処罰法違反容疑で事務所の社長と社員2人が警視庁に逮捕された。3人とも容疑を認め、逮捕後は公式ホームページも閉鎖されており、事実上の廃業状態となっている。

## 2009年2月時点で、公式サイトに記載のあったタレント
- hiro-mi☆（藤島ひろみ。ジュニアアイドル路線になる前から所属している、最古参のタレントだが、実際に活動していたのは、2004年頃までの模様）
- 藤木あやか
- 藤間ゆかり（藤間ゆかりん）
- 藤夏リオ
- 藤町なお
- 藤沢ちえ
- 藤得のり
- 藤屋ペコ（藤屋ペコchu!(^3^)-☆）
- 藤井みき
- 藤宮えりか
- 藤井せいら
- 藤崎なぎさ
- 藤倉えな
- 藤井柚季
- 藤川なな
- 藤野みわ（2008年10月に引退と報じられたが、2009年時点では掲載されていた。ただし、2008年10月以降の活動は無し）

## 2009年2月時点で、すでに離脱していた所属タレント
- 藤浦めぐ（世界のフジメグ、別名・めぐり）
- 藤咲由姫（現・いずみ唯）
- 藤井あい
- 藤原あこ
- 藤永あおい
- 藤瀬じゅり
- 藤澤まお
- 藤澤みく
- 藤江まみ
- 藤本あや（別名・藤本AYAY、藤本AYAYトン）
- 藤村みゆ（その後、赤城凛子、などの名義で活動）
- 藤可まな（別名・藤可れおな）
- 藤松みこ
- 藤白まき（現・和葉みれい）（2008年末にサイトに再掲載されたが、すぐに削除された。）
- 藤重しほ
- 藤枝りり（2008年末にサイトに再掲載されたが、すぐに削除された。）
- 藤川あみ
- 藤近みかん（離脱後は里中心と改名して活動していたが、2010年3月1日自身のブログで引退を発表した）
- 藤永みづき
- 藤林みぃな
- 藤江りん
- 藤武ゆうき（2008年末にサイトに再掲載されたが、すぐに削除された。）
- 藤村みなみ
- 藤仲ひな
- 藤岡まや
- 藤池れみ（現・横山みれい）
- 藤越みり
- 藤沢もも
- 藤野るみ
- 藤崎くみ
- 藤元かのん
- 藤柳ゆり
- 藤柳みか
- 藤野るみ
- 藤木あゆみ
- 藤屋みなみ
- 藤瀬あい
- 藤本ありさ
- 藤森くるみ
- 藤元るな
- 藤中ちな（別名・藤家ちな）
- 藤守えみ
- 藤元るな
- 藤橋あずさ
- 藤エンリン
- 藤リンリン
- 藤谷ナミィ
- AYANO
- AYU
- ENA
- 藤代愛射（タレントとして所属を離れた後も、マネージャーとして所属）
- 藤子まい（別名・Good-jobグッジョブ藤子・F・まいたそ、旧名・小田切まい）－現在は、ウィッシュ・プロモーションとバンビプロモーションの所属。
- ジェニファー（現・まゆみブラウン）
- 藤阪あき
- 藤西ゆか

その他、多数。